# Lytton Hill
Lytton Hill är en kulle i Australien. Den ligger i kommunen Brisbane och delstaten Queensland, omkring 15 kilometer nordost om delstatshuvudstaden Brisbane. Toppen på Lytton Hill är 4 meter över havet.
Trakten är tätbefolkad. Närmaste större samhälle är Brisbane, omkring 15 kilometer sydväst om Lytton Hill. 
Genomsnittlig årsnederbörd är 1 434 millimeter. Den regnigaste månaden är januari, med i genomsnitt 283 mm nederbörd, och den torraste är oktober, med 22 mm nederbörd.